# خواهرزاده جادوگر
ماجراهای نارنیا:خواهرزاده جادوگر (به انگلیسی: The Magician's Nephew) نام ششمین داستان از هفت‌گانه سرگذشت نارنیا است که توسط سی. اس. لوئیس نوشته شده‌است. این جلد از نظر زمان چاپ ششمین کتاب است اما از نظر وقایع اولین کتاب است و به قبل از کتاب شیر، کمد و جادوگر برمی‌گردد و در مورد آفرینش جهان نارنیا است.
خواهرزاده جادوگر پیش‌درآمد این مجموعه است، یک‌سوم رمان، خلق جهان نارنیا توسط اصلان را نشان می‌دهد که مرکز آن چراغ برقی است که توسط ناظران تصادفی از لندن در سال ۱۹۰۰ آورده‌ شده‌است. داستان این کتاب که در انگلستان اتفاق می‌افتد، شامل دو اشراف زاده است که از طریق جنگل بین دنیاها وارد دنیاهای مختلف می‌شوند. این رمان نشان می‌دهد که نارنیا و دنیای ما تنها دو مورد از بسیار جهان‌ها در فرضیه چندجهانی هستند که با شروع برخی جهان‌ها و پایان برخی دیگر تغییر می‌کند. این کتاب منشأ عناصر خارجی نارنیا، چراغ برق و جیدیس را شرح می‌دهد.
لوئیس پس از اتمام کتاب شیر، کمد و جادوگر، نوشتن کتاب خواهرزاده جادوگر را آغاز کرد که پنج سال به طول انجامید. داستان چندین عناصر زندگی‌نامه‌ای، مفاهیم اخلاقی و مسیحی از جمله گناه اصلی، وسوسه، نظم طبیعت و کفاره را بررسی می‌کند.

## داستان
داستان از تابستان سال ۱۹۰۰ در لندن آغاز می‌شود. پالی به همراه دیگوری، خواهرزادهٔ دایی اندرو، با یکدیگر آشنا می‌شوند و به اتاق زیرشیروانی و مخفی دایی اندرو می‌روند. دایی اندرو با فریب پالی را وامی‌دارد که به حلقه جادویی دست بزند و باعث ناپدید شدن او می‌شود. سپس به دیگوری توضیح می‌دهد که او در حال جادوگری است و حلقه‌ها اجازه سفر بین یک جهان و جهان دیگر را می‌دهند. او دیگوری را فریب می‌دهد که تا با لمس حلقه جادویی زرد رنگ دنبال پالی برود و دو حلقه سبزرنگ را به دیگوری می‌دهد که با آن به این دنیا برگردند. دیگوری پس از لمس حلقه وارد دنیایی جنگلی می‌شود و پالی را پیدا می‌کند، آن‌ها متوجه می‌شوند که این جنگل یک دنیای کامل نیست و جنگلی بین دنیاها است که مانند تونل آن‌ها را به دنیاهای دیگر می‌رساند. آن‌ها تصمیم می‌گیرند قبل از بازگشت به انگلیس دنیاهای دیگری را کشف کنند. آن‌ها به یکی از تونل‌ها می‌پرند و خود را در شهری باستانی متروک به نام چارن (زادگاه جیدیس) می‌بینند، آن‌ها مجسمه‌هایی از ملکه‌ها و پادشاهان سابق چارن می‌بینند و زنگوله‌ای را همراه با کتبیه پیدا می‌کنند که از  یابنده درخواست ضربه زدن به زنگ را دارد. علی‌رغم مخالفت پالی، دیگوری زنگ را به صدا درمی‌آورد که باعث بیدار شدن جیدیس از خوابش می‌شود، جیدیس به عنوان تنها بازمانده چارن، خود را در خواب مسحورآمیزی قرار داده‌بود که فقط توسط کسی‌که زنگ را به صدا در می‌آورد، شکسته‌می‌شود. دیگوری و پالی که از جیدیس می‌ترسند و او را شیطانی می‌دانند سعی در فرار از دست او دارند، وقتی‌که حلقه‌هایشان را لمس می‌کنند، جیدیس نیز همراه با آن‌ها به دنیای خودشان (انگلیس) راه می‌یابد. جیدیس متوجه می‌شود که قدرت جادوگری‌اش در انگلیس اثر نمی‌کند اما قدرت فرا انسانی‌اش را حفظ کرده‌است. جیدیس به اندرو دستور می‌دهد که یک ارابه برای او بسازد تا بتواند زمین را فتح کند. دیگوری و پالی تلاش می‌کنند با دزدی از یک مغازه توجه پلیس را به خود جلب کنند تا جیدیس را دستگیر کنند، هنگامی که پلیس آن‌ها را تعقیب می‌کند جیدیس میله آهنی چراغ برق جاده را می‌شکند تا با آن با پلیس مبارزه کند. دیگوری و پالی برای بازگرداندن جیدیس به چارن حلقه‌هایشان را لمس می‌کنند و همراه با یک مرد درشکه‌چی و اسبش و دایی اندرو اشتباهاً وارد دنیایی دیگر می‌شوند که خلا است، دیگوری فکر می‌کند که چارن است اما جیدیس اعلام می‌کند که آن‌جا جهانی است که هنوز ایجاد نشده‌است. سپس همه آن‌ها شاهد خلق جهانی جدید به نام نارنیا از طریق آواز خواندن اصلان می‌شوند. ستارگان، حیوانات و گیاهان تشکیل می‌شود. جیدیس تلاش می‌کند که با میله آهنی اصلان را بکشد اما میله به زمین می‌خورد و یک چراغ برق در زمین رشد می‌کند. جیدیس که وحشت کرده‌است فرار می‌کند. اصلان به برخی از حیوانات قدرت تکلم می‌دهد و به آنها می‌گوید که از این قدرت در راستای عدالت استفاده کنند، در غیر این‌صورت قدرت تکلمشان را از دست می‌دهند. اصلان به دیگوری می‌گوید که برای حفاظت از نارنیا در برابر جیدیس باید به باغ دوردستی برود و یک سیب از باغ بچیند و آن‌را در نارنیا بکارد. اصلان اسبی را به تک‌شاخ تبدیل می‌کند‌. دیگوری و پالی سوار آن می‌شوند و بر فراز کوه‌ها پرواز می‌کنند. در باغ دیگوری علامتی پیدا می‌کند که هشدار می‌دهد از باغ دزدی نکنید. دیگوری یکی از سیب‌ها را برای ماموریت خود انتخاب می‌کند، جیدیس ظاهر می‌شود در حالیکه سیبی را خورده‌است تا جاودانه شود و پوستش کم‌رنگ شده‌است. او سعی دارد دیگوری را فریب دهد تا خودش سیب را بخورد تا جاودانه شود و یا به انگلیس ببرد تا مادر در حال مرگش را شفا دهد، اما دیگوری مقاومت می‌کند و از خوردن و دزدیدن سیب امتناع می‌کند و جیدیس به شمال می‌رود. دیگوری به نارنیا برمی‌گردد و سیب را می‌کارد و به درخت تبدیل می‌شود. اصلان به دیگوری توضیح می‌دهد که جیدیس به دلیل خوردن سیب جاودانه است، اما درخت سیب برای قرن‌ها او را از نارنیا دور خواهد کرد، اما نه برای همیشه. با اجازه اصلان، دیگوری یک سیب برای درمان مادرش از درخت می‌چیند. اصلان دیگوری، پالی و دایی اندرو را به انگلیس بازمی‌گرداند اما درشکه‌چی و همسرش (که توسط اصلان از انگلیس به نارنیا منتقل شد) تا به عنوان اولین شاه و ملکه بر نارنیا حکومت کنند. که نام‌های آن‌ها در نارنیا فرانک و هنی می‌باشد.
سیب جادویی باعث درمان مادر دیگوری می‌شود. دایی اندرو نیز شرارت خود را کنار می‌گذارد. دیگوری هسته حلقوی سیب را همراه با حلقه‌های دایی اندرو در حیاط پشتی خانه می‌کارند و تبدیل به درخت بزرگی می‌شود، سال‌ها بعد درخت در اثر یک طوفان از بین می‌رود. اکنون دیگوری یک پروفسور میانسال است که با استفاده از چوب‌های درخت، کمدی را می‌سازد که وقایع شیر، کمد و جادوگر را تحت‌تاثیر قرار می‌دهد.

## شخصیت‌های اصلی
- دیگوری: پسری که در شیر، کمد و جادوگر تحت عنوان پروفسور معرفی می‌شود.
- پالی پلامر: دوست و همسایه دیگوری.
- اندرو کترلی: دایی دیگوری، شعبده‌باز.
- لتیشیا کترلی: مادر دیگوری و خواهر اندرو.
- جیدیس: ملکه چارن که در شیر، کمد و جادوگر معرفی می‌شود.
- اصلان: شیری که نارنیا را خلق می‌کند.
- پادشاه فرانک: درشک‌چی که توسط اصلان پادشاه نارنیا می‌شود، او اولین پادشاه نارنیا و پدربزرگ پادشاهان آرکن‌لند است.
- ملکه هلن: همسر پادشاه فرانک، اولین ملکه نارنیا و جده آرکن‌لندرها.